# Nycteola dilutana
Nycteola dilutana är en fjärilsart som beskrevs av Jacob Hübner 1796. Nycteola dilutana ingår i släktet Nycteola och familjen trågspinnare. Inga underarter finns listade i Catalogue of Life.